# 胡得忠
胡得忠（越南语：／；1861年—1941年3月21日），號信齋（越南语：／），越南阮朝官員，維新帝輔政大臣。

## 生平
胡得忠是承天府富榮縣廣川總安傳社人，嗣德十四年（1861年）出生。父親是知府胡得俊，母親是從善王阮福綿審之女公女氏識訓。有一個弟弟胡得第爲成泰十八年（1906年）丙午科舉人。建福元年（1884年），胡得忠考中鄉試甲申恩科承天場舉人。同慶元年（1886年），任內閣行走。
成泰元年（1889年），升紹化知府，成泰二年（1890年），補機密院員外郎。成泰七年（1895年），參辦內閣事務。次年（1896年），升清化按察使。後升護理武庫。成泰十二年（1900年），改任河靜按察使。次年（1901年），補河靜布政使。同年補戶部侍郎。成泰十五年（1903年），升任河靜巡撫。成泰十九年（1907年），調廣南省，以巡撫銜權理南義總督一職。
維新二年（1908年）十月，實授總督一職。維新五年（1911年），升署協辦大學士一職。維新七年（1913年）九月，升任學部尚書，充輔政大臣，兼國史館副總裁，兼管國子監。維新八年（1914年）正月，封慶美子（越南语：／）。同年（1914年）四月，兼任戶部尚書。
啟定二年（1917年）閏二月，胡得忠免兼戶部尚書，改兼禮部尚書，仍充機密院大臣，兼管欽天監。同年（1917年）八月，女兒胡氏芷選入內庭，封一階恩妃。啟定三年（1918年）正月，加太子少保銜。啟定六年（1921年），胡得忠改任禮部尚書，兼工部尚書，兼國史館總裁。啟定八年（1923年）正月，停兼工部尚書，改兼欽天監，仍充機密院大臣。啟定九年（1924年）十一月，胡得忠上疏請致事，未獲允准。啟定十年（1925年）九月，兼領學部尚書。同年九月二十日（11月6日），啟定帝去世，保大帝即位，升授胡得忠為東閣大學士，仍領禮部尚書，兼學部尚書，充機密院大臣。
保大四年（1929年）十二月，胡得忠致事。次年（1930年）正月，晉封為慶美伯（越南语：／）。保大十五年（1940年），再晉封為慶美侯（越南语：／）。
保大十六年二月二十四日（1941年3月21日），胡得忠去世，壽八十一歲，贈慶美郡公（越南语：／）。

## 子女
胡得忠與妻子朱氏玉良共育有6子4女。
- 子
  - 胡得愷，保大時期總督
  - 胡得恩，藥學學士（藥科進士）
  - 胡得怡，醫生
  - 胡得憐，工業技師
  - 胡得恬，律學學士（律科進士）
  - 胡得恕
- 女
  - 胡氏芷，启定帝恩妃
  - 胡氏荇，嫁高春腔，後出家
  - 胡氏芳，嫁黎貞之子[4]
  - 胡氏萱，嫁禮儀工作部尚書阮福膺蔚